# Freguesia de Nossa Senhora das Neves e Santa Rita
A Freguesia de Nossa Senhora das Neves e Santa Rita, fundada em 25 de dezembro de 1795, teve sua origem numa aldeia missionária que agrupava os indígenas dos vales dos rios São Pedro, Macaé e Macabu.
Neves foi o segundo núcleo de povoação do município de Macaé, atrás apenas do que se formou no Furado, freguesia de Quissamã, quando Luiz de Barcellos Machado, um dos sucessores de um dos sete capitães, fundou em 1695 a capela de Nossa Senhora do Desterro do Furado.  O terceiro núcleo, também fundado pelos jesuítas no início do século XIX com a construção da Igreja de Sant'Anna, é o atual núcleo urbano de Macaé, desmembrado de Campos dos Goytacazes e elevado à categoria de vila em 1813. Em 06 de maio de 1815 foi criada a freguesia sob a invocação de São João Batista de Macaé e em 15 de abril de 1846 a vila foi elevada á categoria de cidade.
Em 1813, na época da fundação da vila de Macaé, só havia três freguesias, ligadas aos três núcleos citados acima: a de São João de Macahé (cidade), a de N.S. das Neves e Santa Rita (abrangendo Neves, Frade, Macabu, Sana e Cachoeiros) e a de N.S. do Desterro de Capivary (abrangendo Quissamã, Carapebus e Barreto).
A origem da freguesia de Neves se deu no século XVII quando o bacharel jesuíta Antônio Vaz Pereira, missionário apostólico, conseguiu catequizar os índios Saracurus e Guarulhos, que habitavam os sertões dos rios Macaé, São Pedro e Macabu.   Em 22 de dezembro de 1795 foi elevada a freguesia, existindo então uma pequena capela, mas a freguesia só foi instituída em 1803, tendo sido o padre José das Neves o seu primeiro vigário.  
Em 30 de outubro de 1872 foi desmembrada uma parte de seu território e criada a freguesia  de Nossa Senhora da Conceição do Frade, que era uma das mais ricas e promissoras de todo o município.  O Frade, assim como Neves, tinham na produção de café a sua principal cultura e força econômica.
Em 1878 a população do município de Macaé era de 31.938 pessoas, sendo 20.339 livres e 11.599 escravos.  Para se entender a importância da freguesia de Neves e a ainda pequena população urbana do município de Macaé na época cabe analisar a distribuição da população livre entre as freguesias:
5.131 habitantes - Neves e Frade (713 km² e 588 km², respectivamente)
4.509 habitantes - Barreto (588 km²)
3.592 habitantes - Macaé - Freguesia da São João Batista - cidade (86 km²)
3.346 habitante - Carapebus (223 km²)
2.227 habitantes - Macabu (387 km²)
1.534 habitantes - Quissamã (996 km²)

Outra referência importante vem da relação de eleitores no Município de Macaé em 1880: 
Collegio de Macahé - 65 eleitores
Freguesia de S. João Baptista, cidade - 12 eleitores
Freguesia de S. José do Barreto - 4 eleitores
Freguesia de N.S. das Neves - 20 eleitores
Freguesia de N.S. da Conceição de Macabu - 9 eleitores
Freguesia de N.S. da Conceição de Carapebus - 11 eleitores
Freguesia de N.S. do Desterro de Quissamã - 9 eleitores

Para efeito de comparação, outros collegios eleitorais da Provincia do Rio de Janeiro tinham essas quantidades de eleitores:

Côrte (Rio de Janeiro) - 507 eleitores
Angra dos Reis - 71 eleitores
Araruama - 54 eleitores
Barra Mansa - 60 eleitores
Barra de S. João - 22 eleitores
Campos - 206 eleitores
Cabo-Frio - 48 eleitores
Cantagallo - 66 eleitores
Capivary - 42 eleitores
Estrella (inclui Petropolis) - 35 eleitores
Iguassu - 50 eleitores
Itaborahy - 62 eleitores
Itaguahy - 33 eleitores
Magé - 45 eleitores
Maricá - 40 eleitores
Nitherohy - 106 eleitores
Nova-Friburgo - 47 eleitores
Parahyba do Sul - 74 eleitores
Paraty - 30 eleitores
Pirahy - 57 eleitores
Resende - 67 eleitores
Rio Bonito - 64 eleitores
Rio-Claro - 40 eleitores
Santa Maria Magdalena - 43 eleitores
Sto. Antonio de Sá - 46 eleitores
S. Fidelis - 102 eleitores
S. João da Barra - 41 eleitores
S. João do Príncipe - 42 eleitores
Sapucaia - 34 eleitores
Saquarema - 34 eleitores
Valença - 106 eleitores
Vassouras - 93 eleitores

Pelo Decreto Estadual n.º 641, de 15-12-1938, o distrito de Neves passa a se chamar Iriri e depois, pela Deliberação Municipal n.º 1, de 09-01-1964, o distrito de Iriri passou a denominar-se Córrego do Ouro.